# Graciela Reyes
Graciela Reyes (Buenos Aires, 1944) es una filóloga argentina, profesora universitaria e investigadora en lingüística y teoría de la literatura, siendo sus principales contribuciones en los campos de análisis del discurso y pragmática. También ha escrito poemas y relatos cortos.

## Biografía
Nacida en Buenos Aires, se licenció en Filología Española en la Universidad de Buenos Aires en 1969. Después se doctoró en la Facultad de Filología de la Universidad Complutense de Madrid (España). Fue investigadora en el Consejo Superior de Investigaciones Científicas (CSIC) de España entre 1993 y 1997 y, posteriormente, se trasladó a la Universidad de Illinois, en Chicago (EE. UU.), donde imparte clases en el Departamento de Español, Francés, Italiano y Portugués, en la actualidad como profesora emérita.

## Premios
En 1988, obtuvo el Premio "Letras de oro" de la Universidad de Miami (EE. UU.).

## Contribución filológica

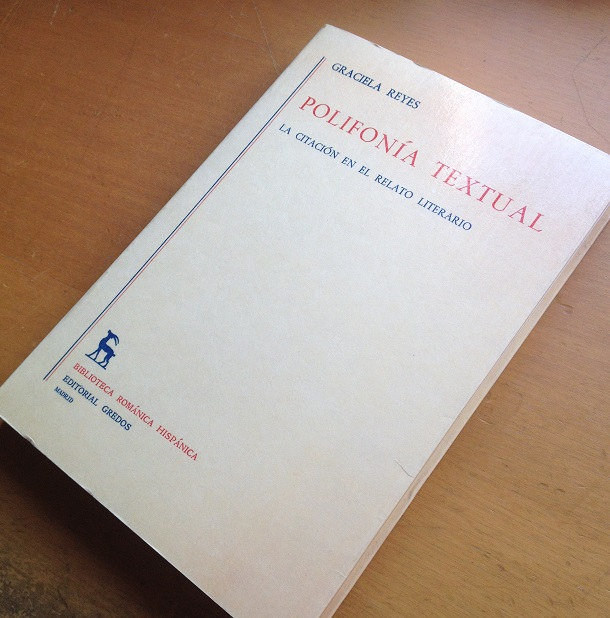

Seguidora de las teorías de Bajtin, acerca de la polifonía textual, ha desarrollado ampliamente este punto en sus primeros libros, prestando especial atención teórica a la complejidad de los procesos discursivos, en cuanto a su "polifonía" y "poliaudición", y analizado detalladamente las técnicas narrativas de Borges, Cortázar, García Márquez y Vargas Llosa, entre otros escritores.
Posteriormente, ha indagado en el campo de la Pragmática, donde ha efectuado sus principales aportaciones, principalmente en relación con los principios de Grice, las implicaturas y la ironía. En este sentido, afirma que "el hablante irónico no quiere decir lo contrario de lo que dice, sino que quiere decir muchas cosas a la vez: presenta, en un solo enunciado polifónico, por lo menos dos maneras alternativas de considerar un objeto, más un análisis de cierto lenguaje y, con frecuencia, también una crítica de las personas que usan ese lenguaje" (página 39). Desde el punto de vista del receptor, "para que la ironía exista tiene que ser percibida" (página 156), pues si el oyente cree que el hablante piensa realmente lo que ha dicho es que está confundiendo al locutor irónico con el hablante ficticio imaginado y la comunicación fracasa.

## Publicaciones
Entre sus libros destacan:
- Metapragmática: lenguaje sobre lenguaje, ficciones, figuras (2002). Valladolid: Secretariado de Publicaciones e Intercambio Editorial, Universidad de Valladolid.
- El abecé de la pragmática (1995). Madrid: Arco Libros.[9]
- Los procedimientos de cita: citas indirectas y ecos (1994). Madrid: Arco Libros.[10]
- Los procedimientos de cita: estilos directos e indirectos (1993). Madrid: Arco Libros.
- La pragmática lingüística. El estudio del uso del lenguaje (1990). Barcelona: Montesinos.[4]
- Teorías literarias en la actualidad (ed.) (1989). Madrid, El arquero.
- Polifonía textual. La citación en el relato literario (1984). Madrid, Gredos.[5]
- Palabras en contexto. Pragmática y otras teorías del significado (2018). Madrid, Arco Libros.

Ha publicado numerosos artículos en revistas. Entre otros:
- "Lo serio, lo irónico y la búsqueda de interlocutor", Voz y Letra, III, 1, 1992 (p.19-34).
- "Tiempo, modo, aspecto e intertextualidad". Revista Española de Lingüística, 1, 1990 (p.17-55).
- "Valores estilísticos del imperfecto". Revista de Filología Española, 1-2, 1990 (p.45-70).[11]